# Восстание буколов
Восстание буколов — антиримское восстание буколов в Римском Египте. Произошло в период правления Марка Аврелия в 172—173 годах (по другим данным, в 174 или 175 годах). Причинами послужили высокие налоги и повинности, в результате которых местные жители массово бежали в Александрию и в труднодоступною болотистую местность в дельте Нила (Буколию).
Там и вспыхнуло восстание, которое вскоре и распространилось по всему Нижнему Египту.
Предводитель восстания — Исидор, египетский жрец (родился в 139 году).
Возглавляемые Исидором буколы разбили римские легионы и подступили к Александрии. Римлянам пришлось вызвать из Сирии полководца Авидия Кассия, который подавил восстание, используя разногласия среди повстанцев.